# Vorstenschool
Vorstenschool is een toneelstuk van Multatuli (pseudoniem van Eduard Douwes Dekker), gepubliceerd in 1872. Het stuk verhaalt over de intriges en machtsgebruik in een hofhouding: een koning die geniet van het goede leven, waar zijn vrouw zich poogt in te zetten voor haar volk. Een valse beschuldiging van overspel wordt gebruikt als leidraad in de plot van het toneelstuk. De koningin in het stuk wordt gepresenteerd als de ideale verlichte heerseres, die het allerbeste voor heeft met het volk. Zij is het tegendeel van een zielloze door eigenbelang gedreven staatsman, zij is geen dweepster maar zoekt de waarheid.
Het duurde drie jaar voor een toneelgezelschap het aandurfde om het stuk op te voeren. De eerste uitvoering was op 1 maart 1875 in de schouwburg te Utrecht. Dit was het begin van een reeks voorstellingen die een hoogtepunt vormde tijdens Multatuli's leven. Vorstenschool werd tot na de Tweede Wereldoorlog regelmatig uitgevoerd. De laatste uitvoering was in 1947, door het Residentie Tooneel. Vorstenschool werd en wordt nog steeds als een icoon van Nederlandse dramakunst beschouwd. In 1976 was er een bewerking voor televisie.

## Uitgave
Het toneelstuk Vorstenschool verscheen in 1872 als IDEE 929 en 930 begin van IDEEN-IV. Deze uitgave was de eerste nieuwe tekst van Multatuli die G. L. Funke zou uitgeven na onenigheid met Dekker. De ondertitel luidde 'Vluchtige schets van 'n paar verschillende wyzen waarop hooggeplaatste personen hun roeping zouden kunnen opvatten.'
Funke had de rechten van de Max Havelaar en IDEEN-I, II en III overgenomen, en die transactie gefinancierd met een aantal goedkope edities. Dit had hij tot grote ergernis van Dekker echter gedaan zonder voornoemde daarin te betrekken. Zonder medewerking van Dekker, was het voor Funke niet goed mogelijk verder te gaan met zijn fonds. In een brief van 24 juli 1871 bood Funke zijn excuses aan. Dit werd het begin van een langdurige vriendschap en een productieve werkrelatie. Funke was bereid voor de correctie van drukproeven te betalen, en dat zorgde ervoor dat Dekker het wat breder kreeg.

## Ontstaansgeschiedenis
Het was 1867 toen Dekker wonend in Duitsland besloot om een toneelstuk te gaan schrijven. Er moest brood op de plank, vrouw en kinders moesten geholpen worden. Op 20 september schreef Dekker aan literatuurcriticus Conrad Busken Huet, dat hij met dat toneelstuk naar Nederland wil, misschien eerst een gevangenisstraf van vijftien dagen uitzitten wegens een geweld, en daarna rondtrekken met het toneel. Het is dan al half af, maar het kost hem moeite er een slot aan te maken. Op 19 november stuurt Dekker aan Huet in totaal zo'n 352 regels, ter beoordeling. Daarin de staatkundige gesprekken van Louise en de Koningin-Moeder, uit de acten I & III.
Twee weken later meldt Dekker dat drie acten klaar zijn. Dekker wil lezingen gaan geven: voorlezen uit het drama in Maastricht. Dat wordt afgezegd. Dekker probeert te onderhandelen met de conservatieve regering voor een rehabilitatie, en schrijft de brochure Nog eens: Vrije-arbeid in Nederlandsch Indie. Het drama ligt even stil, met die bespottelijke koning in het stuk...
Die onderhandelingen zullen zich nog jaren voortslepen, en uiteindelijk op niets uitdraaien. 1869 en 1870 zijn twee magere jaren, pas medio 1870 als Dekker besluit broodschrijver te worden, vloeien IDEEN-III, Divigatien over zeker soort Liberalismus en Millioenstudien uit zijn pen. IDEEN-III bevat vele stukjes drama, en Dekker weidt daarin ook uit over zijn ideeën over toneelspelen. Eind december 1871 vraagt Dekker zich af, of hij ooit Vorstenschool en Millioenen-studien zou kunnen afmaken. Het eerste deel van Millioenen-studien komt op 29 december 1871 uit. Het vele geld dat Dekker van zijn nieuwe uitgever Funke krijgt toegestuurd helpt ook. Dekker is dan ook nog altijd bezig met de drukproeven van een ander toneelstuk: "De Bruid daarboven". Daar wil Dekker een "voorberichtje" bij. Dat wordt uiteindelijk het wat grotere "nawoord" bij de 4e druk. Zo kan Dekker dit jeugdwerk voor zichzelf afsluiten.
Op 31 januari 1872 stuurt Funke alle materiaal voor bundel-IV aan Dekker terug, en stelt voor om dat boek te beginnen met Vorstenschool. Begint Ge den 4den bundel met de Vorstenschool ? Zie dat zou prachtig zijn en furore maken. Later geven we haar natuurlijk ook apart, als de bundel compleet is. Misschien geeft de naderende lente U lust en kracht dat stuk af te werken? Ik hoop het zeer. Op dat moment is Dekker ook nog altijd in onderhandeling met Rochussen en de conservatieve regering. Dekker wilde niet dat de koning in zijn stuk werd vergeleken met koning Willem-III. Om dan Vorstenschool uit te brengen...
In de eerste weken van februari is de correctie van De bruid daarboven voltooid. Dekker belooft daar een voorberichtje bij dit jeugdwerk te schrijven. Voor Vorstenschool dacht Dekker op dat moment nog drie dagen extra nodig te hebben. Het voorwoord, wordt uiteindelijk een nawoord bij de 4e druk. Op 10 februari 1872 meldt Funke, dat hij dat stuk zeer waardeert, en dat het de waarde van de speling uit uwe jeugd zeer verhoogt.
Het is 24 maart: Dekker stuurt de acten 1 tot en met 4 aangetekend op naar Funke, en vraagt Funke het aan zijn vrouw en andere vrouwen voor te lezen. Dat gebeurt, en de Funke's zijn er best blij mee. Zonder eenigen twijfel zal dit stuk met geestdrift worden ontvangen door Uwe talrijke vereerders, schrijft Funke in zijn antwoord Funke stuurt de teksten direct naar de drukker, en belooft de eerste proeven zo snel mogelijk aan Dekker te doen toekomen. Voor wat de 5e acte betreft, was er geen haast. Funke oppert de mogelijkheid om een "nieuwe reeks" IDEEN te beginnen, dat zou de verkoop ten goede kunnen komen. Dekker ziet niets in dit voorstel, de reeks wordt voortgezet.

## Synopsis
Op een kasteel in Duitsland woont een koning met zijn hofhouding, zijn vrouw woont op haar eigen buiten. Hun huwelijk is maar zozo. Tijdens een feestje op het paleis missen de heren de eerste minister graaf Otto. Die is op dat moment op werkbezoek bij de Koningin. Lakeien worden op pad gestuurd om de man te zoeken. Die komen onverrichter zake terug, de man is niet thuis. De minister wordt verdacht gemaakt door een van de aanwezigen.
Op een trap wordt aan een toevallige passant zwijggeld betaald, en zo wordt de suggestie gewekt dat de jongedame, die daar boven aan de trap woont, de hoer zou spelen. Dit alles moet de eerste minister als alibi dienen. Haar broer zet zich voor haar in: hij gaat op zoek naar de oorzaak van de roddels. Gedurende een jachtscène wordt het de betrokkenen duidelijk hoe de vork in de steel zit. Uiteindelijk wordt de vrouw in haar eer hersteld en komt de schuldige ten val.

## Bronverhaal
Ook het voorwoord verdient bij Vorstenschool aandacht: daarin karakteriseerde Dekker het stuk als "pover" en door hem onachtzaam behandeld kuiperijtje, dat trouwens meermalen - ik meen zelfs in de Arabische Vertellingen - tot grondslag van romannetjes gediend heeft. Het was echter een wat opzichtige poging om lezers op het verkeerde been te zetten.
De plot van het drama was ontleend aan een verhaal van Michel Masson, pseudoniem van Auguste-Michel-Benoît Gaudichot(1800-1883), in die tijd een beroemd journalist en schrijver van romans en toneelstukken. Le Grain de Sable - de zandkorrel (die het raderwerk doet stoppen) - dat had Dekker gelezen, in zijn jonge jaren, voor hij door zijn vader naar Nederlandsch Indie werd meegenomen.. Deze novelle komt uit de verhalenbundel Daniel de Lapidaire ou les Contes de l'Atelier. Dit boek kwam in eerste druk uit in 1832, in vier afleveringen. De eerste twee delen onder de naam Michel Raymond, deel 3 en 4 gesigneerd met Michel Masson. De verhalenbundel beleefde in korte tijd vele  herdrukken. De derde druk - in 4 delen alle op naam van Masson - was uit in 1833. Latere herdrukken bevatten minder verhalen, maar Le Grain du Sable bleef gehandhaafd. Michel Masson was een veel gelezen schrijver in die dagen.
Dit boek ziet men in Vorstenschool terug. Zelfs de strekking van het verhaal: hol plezier, de jacht, het wangedrag van de heerser, de nobelheid en het plichtsbesef van zijn echtgenote, de hoge idealen die de beide schrijvers willen uitdragen. De nobelheid van de werkende klasse. In beide stukken is de eerste minister Graaf Otto, (Otton bij Masson) een capabele hardwerkende man.
De overeenkomsten zijn hiermee bij lange na niet uitgeput:
- de van prostitutie beschuldigde jonge vrouwen verdienen hun brood met het maken van kleding, de brodeuse bij Masson is naaister bij Dekker.
- in beide verhalen wonen zij samen met hun broer, want
- hun ouders zijn reeds overleden
- de broer heeft zijn stervende vader beloofd te waken over de eer van zijn zus, en voor haar te zullen zorgen, als was zij zijn eigen kind
- in beide verhalen wordt verzucht dat die overleden ouders de schande niet meemaken, bij Masson zijn het de buren, bij Dekker is het Hanna zelf die deze kreet slaakt.
- er is een huwelijk in de maak, de verloofden van beide dames zijn bevriend met de broer.

In beide verhalen zijn er twee juristen. Bij Masson is het de vader van Hugues die in een nagelaten brief aan zijn zoon meldt, dat hij stopt als advocaat, aangezien hij de corruptie en perverse juridische cultuur zat is. Hij wil dat zijn zoon als handwerksman in een eerlijk vak zijn brood verdient. In VS is Van Huisde het voorbeeld van een losgeslagen advocaat. Er zijn ook eerlijke advocaten in beide stukken: de hoogbegaafde Otton van Spulgen, advocaat, arts, doctor in de wiskunde, begaafd musicus, die prachtige wetten maakt voor zijn volk. In VS is er de jurist Albert, de vriend van Hanna, die moet wachten op promotie, tot er "voldoende ministers gevallen zijn", net als de eerste minister die is, naar het oordeel van koningin Louise, een "eerlijk man".
Natuurlijk zijn er ook verschillen tussen de beide werken: Bij Masson verbreekt de vriend van het meisje de verloving en slaat op de vlucht. Multatuli laat de twee geliefden bij elkaar. Bij Masson zijn Otton en de gravin elkaars geliefden. In Vorstenschool wordt de koningin er wel van beschuldigd, maar is er niets van waar, en de eerste minister, daar wordt veel over gesproken, maar hij is de grote afwezige op het toneel.
Dan is er in beide stukken de voorzichtige maar toch vrij expliciete kritiek op de spilzucht aan het hof. Om kritiek van machthebbers voor te zijn, speelt alles zich af bij de buren in Duitsland. Vrijheid van meningsuiting was in de negentiende eeuw nog iets teers. Dat gold zeer sterk voor Gaudichot, die leefde in het wel erg roerige Frankrijk van toen. Maar ook Dekker moest oppassen, getuige de politiecommissaris die met een aantal dienders achter in de zaal klaar stond om in te grijpen, bij de allereerste opvoering in Utrecht.
Al in 1880 ontdekte een wakkere Vlaming Josef Steas de connectie. Hij publiceerde zijn bevindingen in het tijdschrift De Vlaemsche School, tydschrift voor kunsten, letteren en wetenschappen, uitgegeven door de St. Lukasgilde. In zijn artikel Schrijvers en navolgers was Steas heel mild, zelfs lovend over Dekker, Vorstenschool noemde hij beter dan het Franse origineel. Dekker werd betiteld als 'navolger', niet een 'letterdief' van een soort, die onbeschaamd onder andermans werk de eigen naam plaatst. Het enige dat Steas Dekker aanrekende, was dat Dekker zo geheimzinnig deed over zijn bron in het voorwoord.
Het bleef stil. Pas in 1903 kwam daarop een wel zeer vinnige reactie van Abraham Seyne Kok in zijn Multatuliana:
Tot zover de heer Steas. Wij kunnen niet beslissen, wat er van zijn beweren waar is. Daar wij het verhaal van Masson niet kennen. Alleen geven wij in bedenking, als analoog geval, dat niet iedereen een italiaanse novelle in een schitterend drama zou kunnen omzetten, zooals Shakespeare meermalen deed.
Aan zijn correspondenten liet Multatuli zich meermalen uit over zijn bronverhaal. Bijvoorbeeld in een brief aan Huet van 14 november 1867: Myn drama ligt daar nog altyd onafgewerkt. Het deugt niet, en zal niet deugen. In weerwil ik een soort van intrigue ontleen aan een verhaaltje dat ik in myn jeugd las (van Michel Masson) kan ik er geen spanning in brengen. Op 29 maart 1872 schreef Dekker, dat hij moest melding maken van 'n franse roman waarin zo'n substitutie van oneer als hefboom gebruikt wordt om de bevolking op te zetten tegen de aristocraten.
Aan Busken Huet meldde Dekker: dat lamme intriguetje is bijzaak, en voor den auteur, en voor de koningin. In zijn proefschrift sluit De Leeuwe zich daarbij aan:
Er zijn inderdaad enkele overeenkomsten. Maar Masson was slechts een hulpconstructie. Het is vrij overbodig, zoals A.S.Kok doet, op te merken 'dat niet iedereen een Italiaanse novelle in schitterend drama zou kunnen zoals Shakespeare meedmalen deed.' Want Multatuli behoeft geen verdediging: belangrijk is alleen wat hij van dit gegeven gemaakt heeft. Hoe onbevooroordeeld is hij te werk gegaan!
De Leeuwe meldde ook, dat Josef Steas in de overeenkomsten aanleiding had gevonden Multatuli hooghartig van plagiaat te beschuldigen. Het p-woord is echter helemaal niet te vinden in het 1880-artikel noch in de 1882-herdruk Over Multatuli's Vorstenschool. In de Multatuli-biografie van Dik van der Meulen wordt gemeld, dat een 'Vlaamse lezer' het p-woord zou gebezigd hebben. Alles het gevolg van citeren van anderen, zonder de originele bron zelf te raadplegen. Steas had Masson's verhaal Le Grain de Sable gelezen, zijn critici waarschijnlijk geen van allen.  Tot voor kort was er in geen enkele Nederlandse bibliotheek een volledig exemplaar van Masson's verhalenbundel te vinden. In Amsterdam is in bibliotheek van het Internationaal Instituut voor Sociale Geschiedenis een tweede deel van de bundel aanwezig, daarin slechts de laatste hoofdstukken van 'Le Grain du Sable'.

### Plagiaat of navolging?
In de negentiende eeuw golden daar heel andere normen en regels voor dan de wel zeer overdreven en stringente praktijken heden ten dage. In de negentiende eeuw en de eeuwen daarvoor was het zelfs heel normaal een oud verhaal of gegeven opnieuw te bewerken en in een nieuwe jas te steken.

## Vorstenschool verschijnt
Op 6 april 1872 is het drama voltooid, en stuurt Dekker de laatste akte aan Funke op. De drukker is dan al druk aan het werk, de proeven van de eerste twee vel krijgt Dekker al toegestuurd. Bundel IV verschijnt in delen. De eerste recensie van Vorstenschool verschijnt op 12 oktober in de Nieuwe Rotterdamsche Courant. 22 oktober komt het tweede stuk van bundel IV uit.

## Receptie
De vierde bundel IDEEN kreeg in de pers veel aandacht, juist door Vorstenschool. De recensies waren echter heel wisselend: lof was er van: J.N. van Hall in Het Nederlandsch Tooneel en van Carel Vosmaer in de Nederlandsche Spectator. Afkeuring was er van Conrad Busken Huet en Johannes van Vloten. In een pagina's lange bespreking in de Dietsche Warande ging de roomsch katholieke letterkundige J.A. Alberdingk Thijm uitgebreid op het toneelstuk in: het was: "geslepen glas (in plaats van diamant)", en een "aaneenschakeling van fouten en inconsequenties", en daarnaast "verre van oorspronkelijk". Dit betoog werd ook als afzonderlijke brochure uitgebracht onder de titel" Een Mislukt Drama.
In 1875, na de eerste uitvoeringen, publiceerde mr. A.J. de Geus zijn twijfels over Vorstenschool in Eenige Bedenkingen tegen Multatuli's Vorstenschool Hij schetst daarin de koningin als een potentiële dictator met weinig oog voor de noden van de lagere klassen in de samenleving. Over de koning in het drama is hij heel wat positiever.
Het toneelstuk speelt nadrukkelijk in Duitsland, het buitenland. Zo probeerde Dekker aan te geven, dat het stuk niet zou slaan op Nederlandse omstandigheden. Toch weerhield de in het toneelstuk vervatte kritiek op koningschap de Vereeniging het Nederlandsch Tooneel om het stuk in het repertoire op te nemen. Heel begrijpelijk, want die vereniging kreeg koninklijke subsidie. In 1898 heette het in De Gids: "Maar tot zulke kleinzieligheid vervalt men, als men zich van zulke bescherming afhankelijk stelt."

## Opvoeringen

### Negentiende eeuw

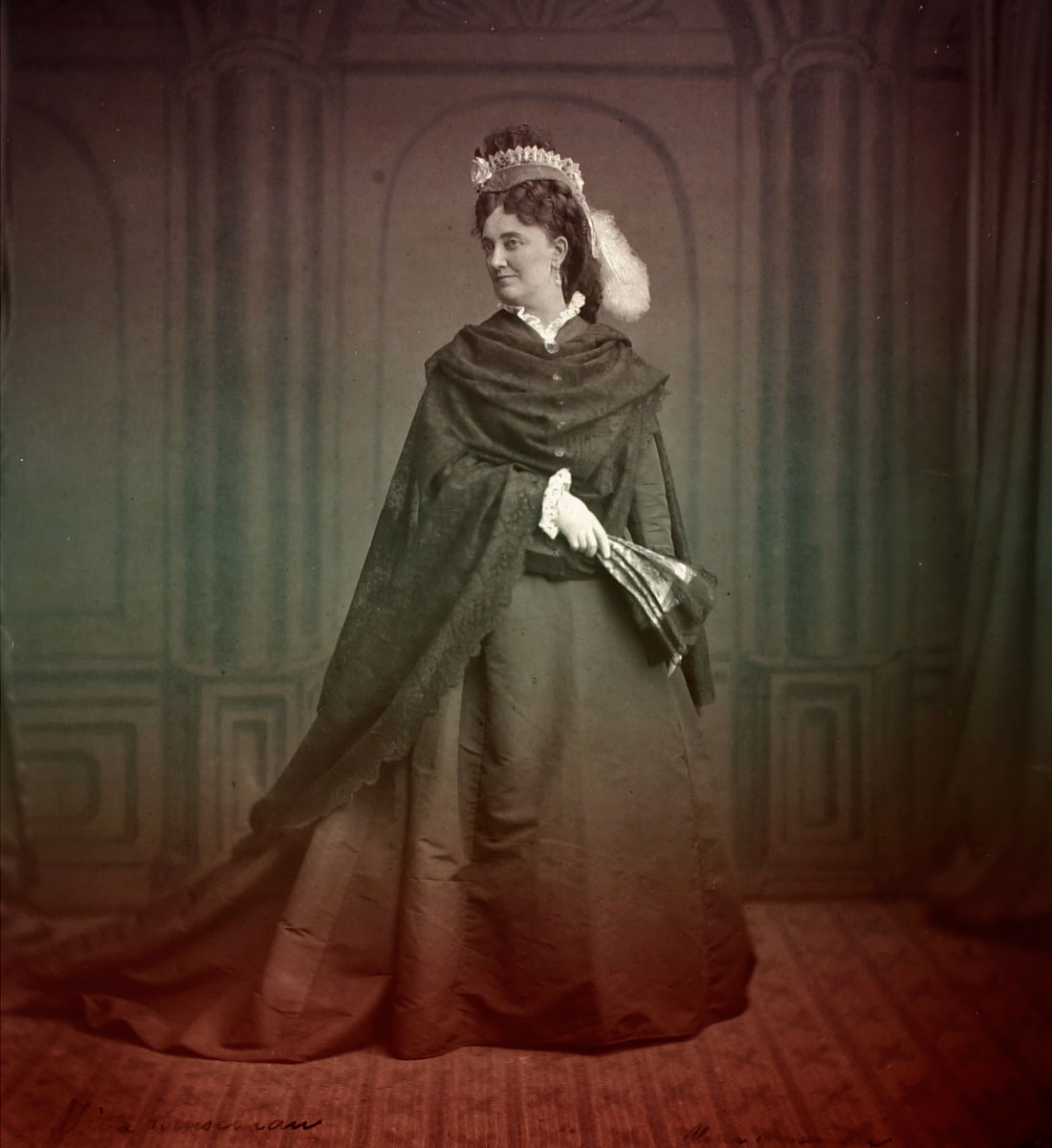
Mina Kruseman als vorstin

In Vorstenschool is de hoofdpersoon een vrouw, een koningin met hoge idealen. Haar echtgenoot is een flierefluiter en feestvierder die de staatszaken aan zijn vrouw overlaat. Dit gegeven trok de aandacht van de feministe en voordrachtskunstenares Mina Kruseman. Zij was goed bekend met Multatuli's werk en wilde bij opvoering van het stuk graag de hoofdrol spelen. Vooral ook om haar feminische idealen uit te dragen. Deze feministische inslag van het stuk is een aspect, dat nog altijd niet of nauwelijks wordt onderkend.
Na correspondentie met Dekker vond Kruseman de uit een afsplitsing ontstane Nieuwe Rotterdamsche Schouwburgvereeniging bereid het stuk uit te voeren. Daar was enige overreding bij nodig, want men hield er rekening mee, dat op het toneel brengen ervan opgevat zou kunnen worden als majesteitsschennis.
Begin 1875 waren de plannen voor een eerste opvoering van het toneelstuk ver gevorderd. Dekker was betrokken bij de repetities als regisseur/auteur. Kruseman had een financiële regeling getroffen met de Nieuwe Rotterdamsche Schouwburgvereeniging, ze zou voor elke voorstelling een gage ontvangen van 125 gulden. Haar medespeelster en leerling Elise Baart kreeg 50 gulden en voor de auteur van het stuk was er 25 gulden. 
Multatuli had eerder laten weten dat hij niets wilde hebben, omdat hij bang was dat een gage voor hem de uitvoering van het stuk in de weg zou staan. Tijdens de repetities ontstonden er problemen tussen Kruseman en Dekker. Zij had zich ten doel gesteld zonder overdreven theatrale motoriek en zonder een galmende toneelstem de rol te spelen, dit in tegenstelling tot de toen gebruikelijke toneelstijl. Aan 'bombarie' had ze een hekel. Daarnaast wou Mina ook haar feministische idealen uitbeelden: een vrouw kan een goede heerser zijn. Dekker kon dit alles niet begrijpen en waarderen, en dat leverde tijdens de repetities en daarna de nodige wrijving op.
De première in Utrecht, met de toejuichingen en huldigingen die ermee gepaard gingen, vormde een hoogtepunt in Dekkers schrijversloopbaan.
Maar bij de aanvang van deze aanvang van de voorstelling stond achter in de zaal de commissaris van politie met een aantal agenten klaar om direct te kunnen ingrijpen... Enige gelijkenis met de koning van dat moment was er niet: bakkebaarden die ontbraken. Daar hadden de hoofdrolspelers over nagedacht.
Tijdens de tweede voorstelling - op Dekkers verjaardag - kreeg de schrijver allerlei cadeaus, waaronder een bureau en een klok die nog altijd te zien zijn in het Multatuli Museum te Amsterdam. Later trok Dekker met het gezelschap mee, op tournee door Nederland en Vlaanderen. Avond aan avond werd het stuk positief ontvangen, een opsteker voor de auteur die vanwege zijn werk door velen was aangevallen.
Ondanks het succes was het voor Dekker moeilijk de hem vertrouwde martelaarsrol los te laten. Hij was nu boos over de gage die hem was toebedeeld. Dat hij slechts 1/5 deel waard was van Kruseman, of de helft van Elise Baart, stak hem. Tegen het einde van maart 1875 kreeg de hoofdrolspeelster er lucht van dat een andere actrice van het gezelschap: Nans Sandrock-ten Hagen, zich klaar maakte om de Louise-rol over te nemen. Hoewel men haar aanvankelijk verzekerde dat daar niets van waar was werden Kruseman en Baart aan de kant geschoven. De nieuwe "Louise" had echter veel minder succes en de tournee kwam na haar aantreden al snel tot een einde. Tussen Kruseman en Dekker kwam het nooit meer goed.

### Twintigste eeuw

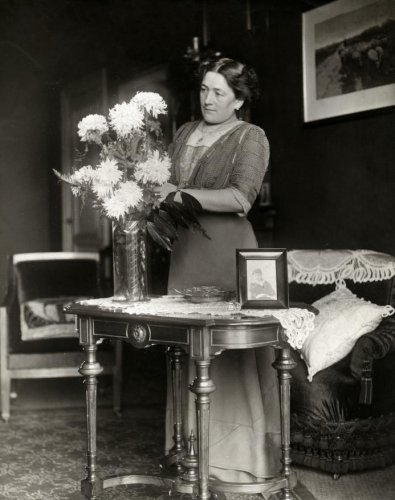
Alida Tartaud-Klein viert in 1915 haar 25-jarig toneeljubileum met de rol van koningin Louise.

Het toneelstuk bleef in wisselende bezettingen nog lange tijd op het repertoire staan. Tot ver in de 20e eeuw werd het met enige regelmaat uitgevoerd. In 1976 werd een door regisseur Hermann Fortuin bewerkte versie voor televisie opgenomen, met in de rolbezetting onder meer Carol van Herwijnen, Sjoukje Hooymaayer, Serge-Henri Valcke, Nettie Blanken en Siem Vroom. Op 6 mei 1976 werd het door de VARA uitgezonden. Tijdens de presentatie van de Volledige Werken van Multatuli werd een bedrijf uit het drama gespeeld in aanwezigheid van kroonprins Willem-Alexander.

## Drukgeschiedenis en bibliografie

### G.L. Funke
- 1872, IDEEN IV, eerste druk, 416 blz, groot octavo, DM 400

Van de vellen met het toneelstuk werden 500 ex. (een riem) extra gedrukt. Die vellen bleven opgeslagen liggen, om snel uit te kunnen brengen wanneer het drama onverhoopt zou worden opgevoerd.
- 1873, IDEEN IV, tweede door den auteur herziene druk, 363 blz, klein octavo, DM 402

De eerste druk van de IDEEN-bundel IV was vrij snel uitverkocht. Vorstenschool trok de aandacht, en de bundel was op dat moment de enig beschikbare bron.
- 1874, IDEEN IV, derde door den auteur herziene druk, 424 blz, groot octavo (dubbeldruk) (ontbreekt in DM)

Deze uitgave is geheel van hetzelfde zetsel als de tweede druk, enkel is extra interlinie tussen de regels gevoegd, hierdoor veranderde de bladspiegel, en kreeg het boek hetzelfde formaat als de eerste drukken. Funke had nog vele exemplaren voorradig van alle andere Ideen-bundels in eerste druk, en als iemand de complete serie in eerste druk (groot octavo) wilde, dan misstond een 4e bundel in een kleiner formaat. Van deze uitgave zijn slechts 2 exemplaren bekend.
Ook bij deze uitgave werden extra vellen gedrukt van het drama. Vier pagina's van het voorwoord werden opnieuw gezet, om de vette Ideen-nummers te verwijderen. De katern-signaturen van de derde druk bleven staan. Deze vellen werden later gebonden en uitgegeven als de "tweede druk" van Vorstenschool:
- 1875, Vorstenschool, tweede druk, 128 blz, groot octavo (ontbreekt in DM)

Deze uitgave komt voor het grootste deel overeen met de "3e druk" uit 1874. De Idee-nummers zijn uit het zetsel verwijderd, en de eerste pagina's van het voorwoord zijn aangepast. Katern 2 tot en met 8 zijn gemerkt met: IDEEN IV, 3e druk.
- 1875, Vorstenschool, overdrukt uit den 4en bundel IDEEN, XIII, 9-124, groot octavo, DM 505

Funke wilde de vellen die van de eerste druk Ideen-IV overgebleven waren, eerst zonder voorwoord uitgeven. Multatuli verzette zich hier tegen. In de tweede druk IDEEN-IV was er heel wat aangepast, en waren extra noten toegevoegd. Na enig aandringen ging Funke akkoord, met een aangepast voorwoord met extra toelichtingen. Dit voorwoord is uniek in de hele reeks.
Naar aangenomen mag worden werden deze beide uitgaven tegelijkertijd in de markt gezet. Met de eerste uitvoering van het toneelstuk dat jaar was de belangstelling voor het stuk erg groot.
Overdruk op Google Books (Abusievelijk aangeduid als 3e druk)
- 1875, Vorstenschool, vierde druk, 128 blz, groot octavo, DM 508 Vierde druk op Google Books
- 1875, Vorstenschool, vijfde druk, 135 blz, groot octavo, DM 509, Vijfde druk 1875 op Google Books
- 1877, IDEEN-IV, derde door den auteur herziene druk, klein octavo, DM 403

Locatie origineel: Universiteitsbibliotheek Leiden / HOTZ 4501: 2 3e herziene druk op Google Books
Deze uitgave kan worden beschouwd als de "ausgabe letzter Hand", en bevat kleine tekst aanpassingen en nieuwe aantekeningen.
- 1879, Vorstenschool, zesde druk, 159 blz. zakformaat, DM 510, pdf-versie

Bij deze uitgave ontbreekt het voorwoord. Als legger voor deze uitgave diende de 5e druk Vorstenschool uit 1875. Veranderingen aangebracht in de 3e druk IDEEN-IV ontbreken hier. Dekker begint met de correctie, maar op enig moment neemt Funke dat over aangezien het hem te lang ging duren. Tot waar Dekker de uitgave heeft gecontroleerd is niet bekend. Op pagina 45 is er een nieuwe regel toegevoegd, die in geen enkele andere editie is te vinden, daarin roept Spiridio zijn muze aan:
(help, Clio, sta me bij, lieg eens niet!)
Uitgegeven in een klein "dames"-formaat, de pagina's versierd met een blauw sierrandje, in linnen persbandjes, in twee kleuren: verguld en zwart. Heel uitzonderlijk voor een Funke-uitgave waren deze boekjes goud op snee ingebonden.

### Elsevier, Amsterdam

#### Verzamelde werken
- 1888-89, eerste naar tijdsorde gerangschikte uitgave verzorgd door zijn weduwe, deel IV, Kopjes-editie, DM1, Verzamelde werken deel 6: Ideen IV
- 1891-92, tweede druk, 10 delen, kopjes editie, DM2
- 1891-92, tweede druk, 5 delen op dundruk papier, DM3
- 1896-97, derde druk, op dundruk papier, (5 delen), DM4
- 1899-1901, Garmond editie (10 delen), DM5
- 1904, tweede druk Garmond editie, DM6
- 1905, derde druk, Garmond editie, DM7
- 1906, Elsevier editie, twee versies: 10 delen of 5 delen op dundruk, DM8, Elsevier-editie: deel 6: Ideen IV en V
- 1916-18 , vierde druk, Garmoond-editie, DM9, Garmond-editie Deel 6, Ideen IV en V

#### Vorstenschool
- 1901, zevende druk, 158 blz., DM 512
- 1907. achtste druk, 96 blz., DM 513, Aanvraagnummer KB: XBA 538, (enkel op microfiche beschikbaar) Achtse druk op Delpher
- 1919. negende druk, 96 blz., (ontbreekt in DM) Aanvraagnummer KB: XBB 170

### Maatschappij voor goede en goedkoope lectuur, Amsterdam
- Nederlandsche bibliotheek nr XVIII. met een woord vooraf door Mevr. Douwes Dekker-Schepel. Met twee portretten.

Tussen 1907 en 1929 zijn er totaal 10 edities verschenen, en werden er 40000 exx afgezet. DM 514-523

### J.B. Wolters, Groningen
- Meesterwerken der Nederlandse letterkunde, W.L.M.E. van Leeuwen, F.G.A. Stemvers 
  - Bevat in verkorte vorm: Karel ende Elegast. Van den vos Reinaarde. Beatrijs. Lanseloot van Denemerken. Granida / P.C. Hooft. Gijsbrecht van Amstel / J. van den Vondel. De Wiskunstenaars / P. Langendijk. Burgervrijage / J. van Effen. Marco / A.C.W. Staring. Jan, Jannetje en hun jongste kind / E.J. Potgieter. Fantasio / P.A. de Genestet. Vorstenschool, Multatuli
  - 1e druk: 1958, 3e druk: 1960, 4e druk: 1961

### Het Spectrum, Utrecht Antwerpen
- 1969, Vorstenschool, in: Mij dunkt, ik zie het nog. Spektrum der Nederlandse Letterkunde, nr 15, p. 95-217, herdrukt in: 1974 en 1977 (van der Plank 144)

### Tjeenk Willink/Noorduin, Culemborg
- 1954, Vorstenschool, in: Noorduyn's schoolbibliotheek ; 6, ingel. en van aant. voorz. door J.J. Borger en E. de Lint, 142 blz. (eerste uitgaaf: 1875) Aanvraagnummer KB: 7558 E 25 of: 1018215
- 1975, Vorstenschool, in: Klassieken der Nederlandse Letterkunde, 194 blz. medewerker: Hans Heinz Joachim de Leeuwe (1916-2006), ISBN 90-11-91516-X, (van der Plank 145), Aanvraagnummer KB: GD 491/1975/1

### Vertalingen
- 1900, Fürstenschule, Schauspiel in 5 Aufzugen aus dem Hollandischen ubertragen von Wilhelm Spohr, mit einem Nachwort des Uebersetzers, Titelzeichn. von Fidus, 134 blz. J.C.C.Bruns' Verlag, Minden in Westf. DM 527 [45]
- 1901, Fürstenschule, Schauspiel in 5 Akten, aus dem Hollaendischen uebersetzt von Karl Mischke. mit einem Vorbemerkung und dem Bildnisse des Dichters, Bibliothek der Gesamtlitteratur des In-und Auslandes ; Nr. 1526, 87 blz, Verlag Otto Hendel, Halle a. d, S. DM 526[46]
- 1902, Fürstenschule,Schauspiel in Fuenf Aufzuegen, Deutsch von Emil Ludwig und Dirk Troelstra, Bühnenbearbeitung, 1-95, Druck und Verlag von Philipp Reclam Jun. Leipzig, DM 528[47]
- 1903, Zweite Auflage, Fürstenschule, Schauspiel in 5 Aufzugen aus dem Hollandischen ubertragen von Wilhelm Spohr, mit einem Nachwort des Uebersetzers,  J.C.C.Bruns' Verlag, Minden in Westf. (ontbreekt in DM, en de KB)

### Wetenschappelijke uitgave
- 2005, Multatuli, Vorstenschool, Drama in vijf bedrijven en in negen edities, kritische tekst-uitgave, met verantwoording en een inleiding in de drukgeschiedenis, Illustraties: Henk van Ockenburg, 174 blz. oplage: 80 genummerde exx. Met literatuur opgave, Geneve, Ecomusee Voltaire,[48]

### Online
- Vorstenschool in Ideen-IV bij dbnl